# Unione Sportiva Catanzaro 1980-1981
Questa voce raccoglie le informazioni riguardanti l'Unione Sportiva Catanzaro nelle competizioni ufficiali della stagione 1980-1981.

## Stagione
Storico cambio della proprietà: al mitico Nicola Ceravolo, da un ventennio alla guida dei calabresi, succede Adriano Merlo quale presidente. La squadra giallorossa viene affidata al vicecampione del mondo di Messico '70 Tarcisio Burgnich che arriva da un biennio in Serie C con il Livorno. Partito con pochi crediti il Catanzaro si dimostra squadra rivelazione del torneo, il 19 ottobre dopo cinque giornate, per la prima volta è primo in classifica nella massima serie, settimo con 14 punti al termine del girone di andata, fa bene anche nel ritorno, chiudendo il campionato al settimo posto con 29 punti.
Protagonista principe dell'ottimo torneo del Catanzaro è Massimo Palanca, che con 13 reti arriva secondo nella classifica dei marcatori, alle spalle del romanista Roberto Pruzzo primo con 18 reti. Scudetto vinto dalla Juventus con 44 punti, al posto d'onore la Roma con 42 punti, terzo il Napoli con 38 punti.
Prima del campionato si sono disputati i gironi di qualificazione della Coppa Italia, nel settimo girone il Catanzaro ha vinto le due gare interne, perdendo le due esterne, nel raggruppamento che ha promosso ai quarti di finale il Torino.

## Rosa
| N. |                   | Ruolo | Calciatore           |
| -- | ----------------- | ----- | -------------------- |
|    | Italia (bandiera) | P     | Massimo Mattolini    |
|    | Italia (bandiera) | P     | Ruggero Casari       |
|    | Italia (bandiera) | P     | Alessandro Zaninelli |
|    | Italia (bandiera) | D     | Gabriele Morganti    |
|    | Italia (bandiera) | D     | Andrea Salvadori     |
|    | Italia (bandiera) | D     | Franco Peccenini     |
|    | Italia (bandiera) | D     | Leonardo Menichini   |
|    | Italia (bandiera) | D     | Claudio Ranieri      |
|    | Italia (bandiera) | C     | Giorgio Boscolo      |
|    | Italia (bandiera) | C     | Giuseppe Sabadini    |

| N. |                   | Ruolo | Calciatore         |
| -- | ----------------- | ----- | ------------------ |
|    | Italia (bandiera) | C     | Antonio Sabato     |
|    | Italia (bandiera) | C     | Massimo Mauro      |
|    | Italia (bandiera) | C     | Piero Braglia      |
|    | Italia (bandiera) | C     | Angelo Orazi       |
|    | Italia (bandiera) | A     | Valerio Majo       |
|    | Italia (bandiera) | A     | Giorgio De Giorgis |
|    | Italia (bandiera) | A     | Santino Mondello   |
|    | Italia (bandiera) | A     | Carlo Borghi       |
|    | Italia (bandiera) | A     | Massimo Palanca    |

## Risultati

### Serie A

#### Girone di andata
| Arbitro: | Tonolini (Milano) |

|                    |           |            |
| Musella 59’ (rig.) | Marcatori | 67’ Sabato |

| Arbitro: | Bergamo (Livorno) |

|             |           |  |
| Palanca 35’ | Marcatori |  |

| Arbitro: | Milan (Treviso) |

|             |           |                |
| Bertoni 71’ | Marcatori | 85’ De Giorgis |

| Arbitro: | Pieri (Genova) |

|                         |           |  |
| Palanca 60’ Boscolo 64’ | Marcatori |  |

| Arbitro: | Agnolin (Bassano del Grappa) |

|                 |           |            |
| Bergamaschi 55’ | Marcatori | 39’ Borghi |

| Arbitro: | Patrussi (Ravenna) |

|  |           |           |
|  | Marcatori | 59’ Bagni |

| Roma 9 novembre 1980 7ª giornata | Roma              | 0 – 0 | Catanzaro | Stadio Olimpico\| Arbitro: \| Bergamo (Livorno) \| |
| Arbitro:                         | Bergamo (Livorno) |       |           |                                                    |

| Arbitro: | Menegali (Roma) |

|                       |           |           |
| L. Pin 61’ Tesser 76’ | Marcatori | 1’ Borghi |

| Catanzaro 30 novembre 1980 9ª giornata | Catanzaro       | 0 – 0 | Juventus | Stadio Militare\| Arbitro: \| Lattanzi (Roma) \| |
| Arbitro:                               | Lattanzi (Roma) |       |          |                                                  |

| Arbitro: | Redini (Pisa) |

|                        |           |  |
| Palanca 56’ Borghi 62’ | Marcatori |  |

| Arbitro: | Ciulli (Roma) |

|           |           |  |
| Juary 12’ | Marcatori |  |

| Arbitro: | Casarin (Milano) |

|                    |           |                                           |
| Palanca 90’ (rig.) | Marcatori | 24’ V. Chimenti 72’ Badiani 87’ Paganelli |

| Bologna 18 gennaio 1981 13ª giornata | Bologna         | 0 – 0 | Catanzaro | Stadio Comunale\| Arbitro: \| Facchin (Udine) \| |
| Arbitro:                             | Facchin (Udine) |       |           |                                                  |

| Catanzaro 25 gennaio 1981 14ª giornata | Catanzaro     | 0 – 0 | Cagliari | Stadio Militare\| Arbitro: \| Prati (Parma) \| |
| Arbitro:                               | Prati (Parma) |       |          |                                                |

| Arbitro: | Redini (Pisa) |

|                             |           |                                  |
| Prohaska 30’ Beccalossi 35’ | Marcatori | 18’ (aut.) Canuti 78’ De Giorgis |

#### Girone di ritorno
| Catanzaro 8 febbraio 1981 16ª giornata | Catanzaro      | 0 – 0 | Napoli | Stadio Militare\| Arbitro: \| Pieri (Genova) \| |
| Arbitro:                               | Pieri (Genova) |       |        |                                                 |

| Arbitro: | Terpin (Trieste) |

|                          |           |  |
| P. Pulici 3’ D'Amico 70’ | Marcatori |  |

| Arbitro: | D'Elia (Salerno) |

|                               |           |                  |
| Sabato 36’ Palanca 41’ (rig.) | Marcatori | 46’, 66’ Fattori |

| Como 1º marzo 1981 19ª giornata | Como          | 0 – 0 | Catanzaro | Stadio Giuseppe Sinigaglia\| Arbitro: \| Ciulli (Roma) \| |
| Arbitro:                        | Ciulli (Roma) |       |           |                                                           |

| Catanzaro 8 marzo 1981 20ª giornata | Catanzaro     | 0 – 0 | Brescia | Stadio Militare\| Arbitro: \| Longhi (Roma) \| |
| Arbitro:                            | Longhi (Roma) |       |         |                                                |

| Perugia 15 marzo 1981 21ª giornata | Perugia          | 0 – 0 | Catanzaro | Stadio Renato Curi\| Arbitro: \| Paparesta (Bari) \| |
| Arbitro:                           | Paparesta (Bari) |       |           |                                                      |

| Arbitro: | Casarin (Milano) |

|             |           |              |
| Palanca 55’ | Marcatori | 70’ B. Conti |

| Arbitro: | Redini (Pisa) |

|                  |           |                   |
| Palanca 43’, 71’ | Marcatori | 49’ (rig.) Zanone |

| Arbitro: | Mattei (Macerata) |

|                                     |           |  |
| Marocchino 15’ Brady 82’ Scirea 90’ | Marcatori |  |

| Arbitro: | Longhi (Roma) |

|                    |           |                        |
| A. Moro 42’ (rig.) | Marcatori | 18’ Palanca 37’ Borghi |

| Arbitro: | Ballerini (La Spezia) |

|             |           |                     |
| Ranieri 41’ | Marcatori | 49’ Ipsaro Passione |

| Arbitro: | Lops (Torino) |

|  |           |                    |
|  | Marcatori | 84’ (rig.) Palanca |

| Arbitro: | Lanese (Massina) |

|                  |           |                        |
| Palanca 30’, 69’ | Marcatori | 27’ Fiorini 42’ Fabbri |

| Arbitro: | Pairetto (Torino) |

|                        |           |                    |
| Piras 71’ Osellame 80’ | Marcatori | 40’ (rig.) Palanca |

| Catanzaro 24 maggio 1981 30ª giornata | Catanzaro          | 0 – 0 | Inter | Stadio Comunale\| Arbitro: \| Bianciardi (Siena) \| |
| Arbitro:                              | Bianciardi (Siena) |       |       |                                                     |

### Coppa Italia

#### Settimo Girone
| Arbitro: | Castaldi (Vasto) |

|                |           |  |
| De Giorgis 20’ | Marcatori |  |

| 24 agosto 1980 2ª giornata |  | – Turno riposo Catanzaro |  |  |

| Arbitro: | Casarin (Milano) |

|                |           |  |
| De Giorgis 60’ | Marcatori |  |

| Arbitro: | Prati (Parma) |

|                                        |           |             |
| P. Sala 8’ D'Amico 15’ F. Graziani 59’ | Marcatori | 78’ Ranieri |

| Arbitro: | Magni (Bergamo) |

|                         |           |  |
| A. Serena 42’ Iorio 40’ | Marcatori |  |

## Statistiche

### Statistiche di squadra
| Competizione | Punti | In casa | In casa | In casa | In casa | In casa | In casa | In trasferta | In trasferta | In trasferta | In trasferta | In trasferta | In trasferta | Totale | Totale | Totale | Totale | Totale | Totale | DR |
| Competizione | Punti | G       | V       | N       | P       | Gf      | Gs      | G            | V            | N            | P            | Gf           | Gs           | G      | V      | N      | P      | Gf     | Gs     | DR |
| ------------ | ----- | ------- | ------- | ------- | ------- | ------- | ------- | ------------ | ------------ | ------------ | ------------ | ------------ | ------------ | ------ | ------ | ------ | ------ | ------ | ------ | -- |
| Serie A      | 29    | 15      | 4       | 9       | 2       | 14      | 11      | 15           | 2            | 8            | 5            | 10           | 16           | 30     | 6      | 17     | 7      | 24     | 27     | -3 |
| Coppa Italia | 4     | 2       | 2       | 0       | 0       | 2       | 0       | 4            | 0            | 0            | 2            | 1            | 5            | 4      | 2      | 0      | 2      | 3      | 5      | -2 |
| Totale       |       | 17      | 6       | 9       | 2       | 16      | 11      | 17           | 2            | 8            | 7            | 11           | 21           | 34     | 8      | 17     | 9      | 27     | 32     | -5 |

### Statistiche dei giocatori
| Giocatore     | Serie A  | Serie A | Serie A     | Serie A    | Coppa Italia | Coppa Italia | Coppa Italia | Coppa Italia | Totale   | Totale | Totale      | Totale     |
| Giocatore     | Presenze | Reti    | Ammonizioni | Espulsioni | Presenze     | Reti         | Ammonizioni  | Espulsioni   | Presenze | Reti   | Ammonizioni | Espulsioni |
| ------------- | -------- | ------- | ----------- | ---------- | ------------ | ------------ | ------------ | ------------ | -------- | ------ | ----------- | ---------- |
| C. Borghi     | 25       | 4       | ?           | ?          | ?            | ?            | ?            | ?            | 25+      | 4+     | ?           | ?          |
| G. Boscolo    | 30       | 1       | ?           | ?          | ?            | ?            | ?            | ?            | 30+      | 1+     | ?           | ?          |
| P. Braglia    | 22       | 0       | ?           | ?          | ?            | ?            | ?            | ?            | 22+      | 0+     | ?           | ?          |
| R. Casari     | 2        | -2      | ?           | ?          | ?            | ?            | ?            | ?            | 2+       | -2+    | ?           | ?          |
| G. De Giorgis | 24       | 2       | ?           | ?          | ?            | ?            | ?            | ?            | 24+      | 2+     | ?           | ?          |
| V. Majo       | 19       | 0       | ?           | ?          | ?            | ?            | ?            | ?            | 19+      | 0+     | ?           | ?          |
| M. Mattolini  | 3        | -2      | ?           | ?          | ?            | ?            | ?            | ?            | 3+       | -2+    | ?           | ?          |
| M. Mauro (II) | 27       | 0       | ?           | ?          | ?            | ?            | ?            | ?            | 27+      | 0+     | ?           | ?          |
| L. Menichini  | 22       | 0       | ?           | ?          | ?            | ?            | ?            | ?            | 22+      | 0+     | ?           | ?          |
| S. Mondello   | 4        | 0       | ?           | ?          | ?            | ?            | ?            | ?            | 4+       | 0+     | ?           | ?          |
| G. Morganti   | 24       | 0       | ?           | ?          | ?            | ?            | ?            | ?            | 24+      | 0+     | ?           | ?          |
| A. Orazi      | 21       | 0       | ?           | ?          | ?            | ?            | ?            | ?            | 21+      | 0+     | ?           | ?          |
| M. Palanca    | 28       | 13      | ?           | ?          | ?            | ?            | ?            | ?            | 28+      | 13+    | ?           | ?          |
| F. Peccenini  | 11       | 0       | ?           | ?          | ?            | ?            | ?            | ?            | 11+      | 0+     | ?           | ?          |
| C. Ranieri    | 27       | 1       | ?           | ?          | ?            | ?            | ?            | ?            | 27+      | 1+     | ?           | ?          |
| G. Sabadini   | 30       | 0       | ?           | ?          | ?            | ?            | ?            | ?            | 30+      | 0+     | ?           | ?          |
| A. Sabato     | 28       | 2       | ?           | ?          | ?            | ?            | ?            | ?            | 28+      | 2+     | ?           | ?          |
| A. Salvadori  | 3        | 0       | ?           | ?          | ?            | ?            | ?            | ?            | 3+       | 0+     | ?           | ?          |
| A. Zaninelli  | 27       | -23     | ?           | ?          | ?            | ?            | ?            | ?            | 27+      | -23+   | ?           | ?          |